# Кампанариу
Кампанариу (порт. Campanário) — район (фрегезия) в Португалии, входит в округ Мадейра. Расположен на острове Мадейра. Является составной частью муниципалитета Рибейра-Брава. Население составляет 4131 человек на 2001 год. Занимает площадь 11,80 км².